# ポゼッション (1994年の映画)
『ポゼッション』（原題：Possessed by the Night）は、1994年公開のエロティック・スリラー映画。
フレッド・オーレン・レイが監督を務めただけでなく、自身で共同脚本として執筆にも携わり、短い出演も果たしている。出演は、シャノン・トゥイード。

## あらすじ
自信のあった新作が全く売れず落ち込むホラー作家のハワード・ハンセンは、ある日、チャイナタウンの小さな店で奇妙な形状の生き物が漬けられた瓶を手に入れる。するとたちまち、不思議な状況が続くようになる。かつてないほど原稿を書き上げることができるようになっただけでなく、性的にも積極的になっていく。遂には住み込みで働くブロンドのセクシーな秘書、キャロル・マッケイが現れたことで、妻のペギーは彼の異変について悩み始める。
実はキャロルは彼の強欲なエージェント、マーレー・ダンラップと共謀して、彼の原稿を盗もうとしていたが、夫婦は彼女の意図に気付くことはなかった。しかし、キャロルもまたすぐに瓶の中の存在に憑りつかれ、ハワードとペギーに性的で暴力的なゲームを仕掛け始めるようになる。

## キャスト
- Carol McKay - シャノン・トゥイード
- ハワード・ハンセン - Ted Prior
- ペギー・ハンセン - サンダール・バーグマン
- ガス - チャド・マックイーン
- Murray Dunlap - フランク・シベロ
- カルヴィン - Turhan Bey
- Scott Lindsey - ヘンリー・シルヴァ
- Receptionist - Sigal Diamant
- Mr. Wong - Joe Kuroda
- Fok Ping Wong - バイロン・マン
- Trina - Melissa Brasselle
- ウェイター - フレッド・オーレン・レイ
- ビキニの女性 - Amy Rochelle
- 刑事 - Alan Amiel
- シェイラ - Elana Shoshan
- ビッグ・エド - Peter Spellos
- ジル - Kimberly O' Brien
- 娼婦 - Dawn Warner Ramos  (uncredited)